# Colzate
Colzate là một đô thị ở tỉnh Bergamo trong vùng Lombardia của nước Ý, có vị trí cách khoảng 70 km về phía đông bắc của Milano và khoảng 20 km về phía đông bắc của Bergamo. Tại thời điểm ngày 31 tháng 12 năm 2004, đô thị này có dân số 1.638 người và diện tích là 6,7 km².
Đô thị Colzate có các frazioni (đơn vị cấp dưới, chủ yếu là các làng) Bondo di Colzate and Piani di Rezzo.
Colzate giáp các đô thị: Casnigo, Gorno, Oneta, Vertova.